# Forjães
Forjães est une paroisse civile portugaise (en portugais : freguesia) de la municipalité d'Esposende dans le district de Braga.

## Géographie
La paroisse de Forjães est traversée par le Neiva, qui passe au nord du village.

## Démographie
Lors du recensement de 2021, Forjães compte 2 646 habitants.